# Max Popp
Otto Max Popp (* 16. Dezember 1878 in München-Gladbach (heute Mönchengladbach); † 16. März 1943 in Berlin-Zehlendorf) war ein deutscher Agrarwissenschaftler. Er ist vor allem als Agrikulturchemiker hervorgetreten und verfasste zudem die erste große deutschsprachige Monografie über den berühmten französischen Schriftsteller Jules Verne, die 1908 erschien.

## Leben

### Karriere als Agrarwissenschaftler
Max Popp wurde 1902 an der Universität Halle mit der Dissertationsschrift Über die Bildung von Indoxyl-Derivaten aus Phenylglycin-o-carbonsäure zum Dr. phil. promoviert. Als Agrikulturchemiker arbeitete er dann bei der Versuchs- und Kontrollstation der Landwirtschaftskammer für das Herzogtum Oldenburg, wo er sich vor allem mit Fragen der Düngung befasste, seinem Spezialgebiet, das ihn zeitlebens immer wieder beschäftigte. Als die Versuchs- und Kontrollstation der oldenburgischen Landwirtschaftskammer 1926 ihr 50-jähriges Bestehen feierte, verfasste Popp die Festschrift. In Oldenburg betätigte er sich zudem in der Freimaurerloge „Zum goldenen Hirsch“, in der er hohe Ämter ausfüllte und zur Feier des 175-jährigen Bestehens der Loge am 6. Dezember 1927 auch die Festschrift beisteuerte. Im Jahr 1932 zog sich Popp, der mittlerweile eine hohe Position im Landwirtschaftsministerium bekleidete und auch Professor der Agrikulturchemie war, jedoch aus der Freimaurerloge zurück. Die genauen Gründe für diesen Schritt sind nicht bekannt, und auch der weitere Lebensweg sowie das Todesdatum des Agrarwissenschaftlers liegen im Dunkeln. Sein Name ist zum letzten Mal 1939 mit der Veröffentlichung Vorschriften und Bestimmungen über die Probenahme und Gehaltskontrolle von Handelsdüngemitteln nachweisbar, danach verliert sich seine Spur.

## Jules-Verne-Biograf

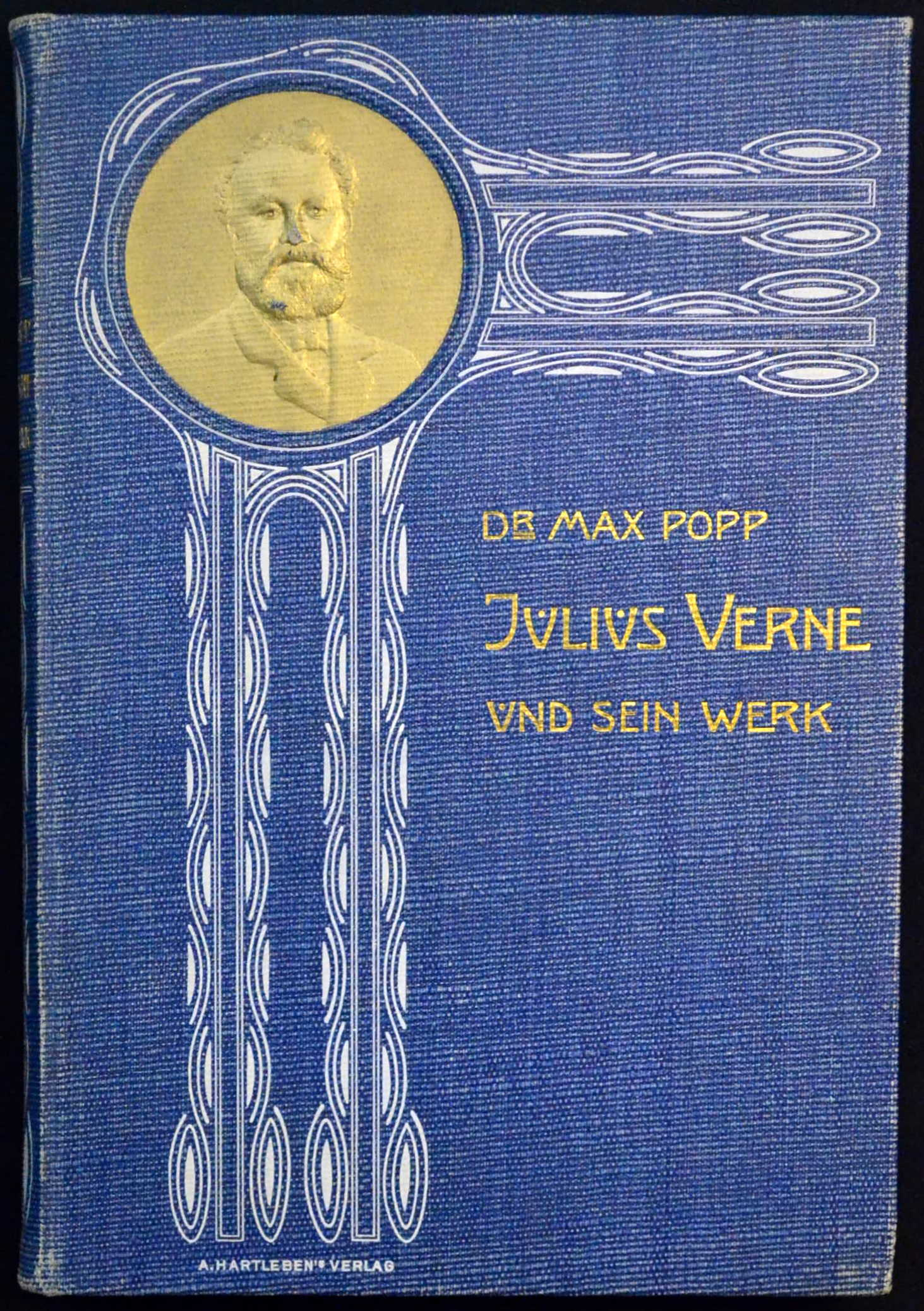
Julius Verne und sein Werk (von 1909)

Max Popp ist als Verfasser der ersten deutschsprachigen Biografie Jules Vernes in die Geschichte der Literaturwissenschaft eingegangen. Sie erschien 1908 (jedoch vordatiert auf 1909) unter dem Titel Julius Verne und sein Werk. Des großen Romantikers Leben, Werke und Nachfolger im Hartleben-Verlag, in dem auch die meisten deutschen Übersetzungen der Werke Vernes veröffentlicht wurden. In seinem sehr persönlich gehaltenen Geleitwort (S. 1) beschreibt Popp als wahrscheinlich erster, welche Bedeutung und Wirkung die Werke Vernes gerade für künftige Naturwissenschaftler und Ingenieure haben können:

„Er hat aber auch einen gewaltigen Einfluß ausgeübt auf mehrere Generationen, und dieser Einfluß, dem viele Entdecker und Erfinder ihren Lebensberuf verdanken, wird auch noch für lange fortbestehen. Ich erinnere mich noch sehr deutlich des Tages, wo ich, erst 11 Jahre alt, den ersten Roman von Verne in die Hände bekam; es war seine Reise nach dem Mittelpunkt der Erde. Den Eindruck, den ich durch das spannende, interessante Buch erhielt, ist ein dauernder geblieben.“

Viele andere Verne-Leser – man denke etwa an Arno Schmidt – haben sich später in ganz ähnlicher Weise geäußert.
Wie Popp weiter schreibt, verschaffte er sich nach und nach sämtliche Werke Vernes und wollte, „als sie alle verschlungen waren“, auch Näheres über das Leben des Schriftstellers erfahren, was schließlich zu dem Entschluss führte, eine Biographie über ihn zu schreiben. Zu diesem Zweck trat er in Kontakt mit Charles Lemire (1839–1912), der ebenfalls an einem Buch über Verne arbeitete, das 1908 unter dem Titel Jules Verne 1828-1905. L’Homme. L’Écrivain. Le Voyageur. Le Citoyen. Son Œuvre. Sa Mémoire. Ses Monuments. in Paris, Amiens und Nantes erschien. Popp übernahm in Absprache mit Lemire nicht nur viele biographische Details, sondern auch einen Großteil des Bildmaterials aus diesem Buch.
Aus heutiger literaturwissenschaftlicher Sicht ist Popps Verne-Biografie vor allem deshalb bedeutsam, weil sie den Schriftsteller und sein Werk in die literaturgeschichtliche Strömungen ihrer Zeit einordnet und auch ausführlich auf Vernes Nachfolger in der Gattung des „wissenschaftlichen Romans“ eingeht.
Mit seiner Verne-Biografie, die nach bisheriger Kenntnis seinen einzigen Beitrag zur Verne-Forschung darstellt, hatte Popp großen Erfolg. Sie wurde bis in die 1920er Jahre hinein verkauft, 1999 als Faksimile-Reprint erneut herausgebracht und ist mittlerweile auch als PDF-Datei als Teil der „Arno-Schmidt-Referenzbibliothek“ der GASL im Internet verfügbar.

## Esperanto
Popp war Mitglied im Beirat des Deutschen Esperanto-Bundes, zuständig für die "Propaganda in naturwissenschaftlichen Kreisen."

## Schriften (Auswahl)
- Über die Bildung von Indoxyl-Derivaten aus Phenylglycin-o-carbonsäure, Dissertation, Halle an der Saale 1902
- Julius Verne und sein Werk. Des großen Romantikers Leben, Werke und Nachfolger, Wien und Leipzig 1909 [recte: 1908] (Faksimile-Reprint 1999 unter dem Titel  Jules Verne. Sein Leben, seine Werke, seine Nachfolger bei Fabri, Ulm, ISBN 3-931997-08-1)
- Düngungsversuche mit Phonolith. Mitteilung der Versuchs- und Kontrollstation der Landwirtschaftskammer für das Herzogtum Oldenburg, Oldenburg 1912
- Die Eisenzitrat-Methode zur Bestimmung der zitronensäurelöslichen Phosphorsäure in Thomasmehlen, Berlin 1915
- Kriegsfuttermittel, Flugschriften zur Volksernährung (Heft 6), Berlin 1915
- zusammen mit Walther Schoenichen: Unsere Volksernährung auf der Grundlage unserer Landwirtschaft, Leipzig 1917
- zusammen mit weiteren Autoren: Ödlandkultur und Naturdenkmalpflege, Berlin 1924
- zusammen mit Willy Zielstorff, Dietrich Meyer, A. Gehring: Düngungsversuche mit verschiedenen Düngemitteln auf Acker und Wiese, Arbeiten der Deutschen Landwirtschafts-Gesellschaft (Heft 339), Berlin 1926
- Festschrift zum 50jährigen Bestehen der Versuchs- und Kontrollstation der oldenburgischen Landwirtschaftskammer 1876-1926, Oldenburg 1926
- Schwarze und weiße Dreiecke aus der Geschichte der Loge „Zum goldenen Hirsch“ in Oldenburg. Festgabe zur Feier des 175-jährigen Bestehens unserer Loge am 6. Dezember 1927, Oldenburg 1927
- Neuzeitliche Moorkultur, Landwirtschaftliche Lehrhefte (Nr. 6), Berlin 1931
- Vergärung der Nichtzucker durch Hefe und ihre Bedeutung für die alkoholische Gärung, Schwandorf 1933
- Die Mineralstoff-Ernährung unserer Nutztiere, Berlin 1937
- Vorschriften und Bestimmungen über die Probenahme und Gehaltskontrolle von Handelsdüngemitteln, Berlin 1939